# Хомутівщина
Хомуті́вщина  — ландшафтний заказник місцевого значення. Розташований поблизу села Машеве Семенівського району Чернігівської області.

## Загальні відомості
Ландшафтний заказник місцевого значення «Хомутівщина» створений рішенням Чернігівського облвиконкому від 28 серпня 1989 року № 164.
Заказник «Хомутівщина» загальною площею 18,8 га розташовано в Семенівському держлісгоспі, Машевське лісництво, кв. 21 уч. 6, 7, 11, 12.

## Завдання
Основним завданням ландшафтного заказника місцевого значення «Хомутівщина» є збереження та підтримання в належному стані ділянки високопродуктивних хвойних насаджень віком 55-95 років. На місці, де в роки Другої світової війни був розташований партизанський загін, споруджено музей партизанської слави.